# Crieur public
Pour les articles homonymes, voir crieur.
Le crieur public est une personne chargée d'annoncer au public des informations. La profession est généralement itinérante ; sa fonction consiste à se promener dans la localité, s'arrêter à certains endroits (place publique, balcon de l'hôtel de ville appelé bretèche, carrefour, parvis des églises, parfois juché sur une pierre de criée), annoncer sa présence par un appel sonore (tambour, clochette, trompette...) et commencer à lire son texte.

## Histoire et géographie

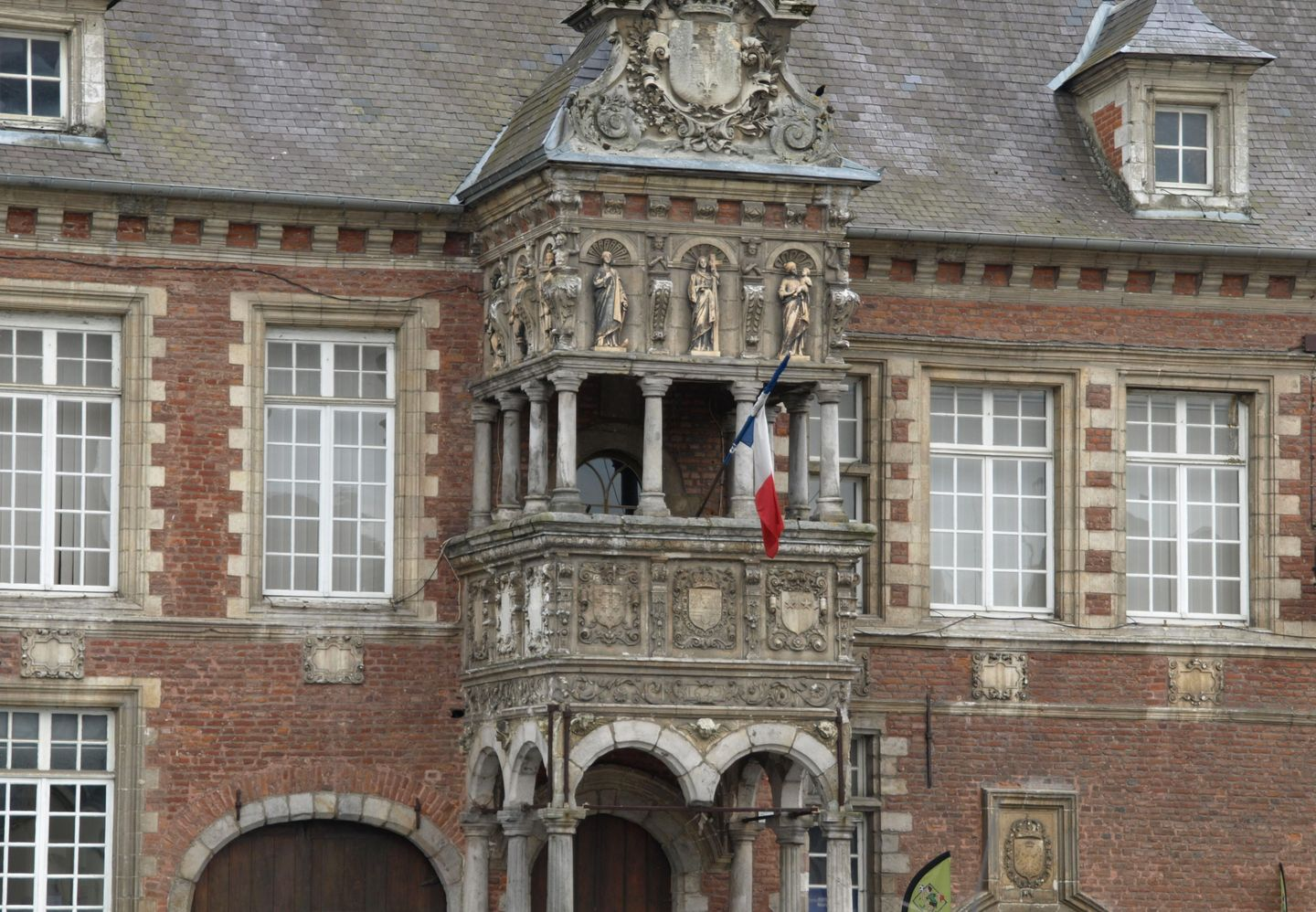
Bretèche de l'Hôtel de Ville d'Hesdin.

Son existence était importante dans l'Antiquité (notamment en Grèce et dans la Rome antique, sous le nom de praeco), puis au Moyen Âge (consistant à annoncer des ordonnances royales et seigneuriales ou des bans urbains, cette fonction  qui était souvent celle de garde champêtre, de tambour de ville ou valet de ville comme Jean de Gascogne), et même jusque dans les années 1960 dans les villages suisses. Le Royaume-Uni, le Canada et l'Australie ont encore un énorme contingent de crieurs publics avec un renouveau depuis 1980.
La loi française du 16 février 1834 assujettit les crieurs publics à l'autorisation préalable de l'autorité municipale, et punit les contrevenants d'un emprisonnement de six jours à deux mois pour la première fois, et de deux mois à un an en cas de récidive.
En Basse-Bretagne jusqu'à la fin des années 1880, les crieurs se colportaient en criant les informations locales d'une ville, d'un village ou d'un hameau à l'autre, à la manière d'un véritable relais de transmission oral. L'un d'eux, Youenn Daougabel, aurait bénéficié à l'époque d'une certaine notoriété.
Au Canada, Daniel Richer (dit « Laflêche d'Ottawa/Gatineau », 30 ans de métier) Crieur Sénior d'Amérique exerce encore le métier de crieur à plein temps. On peut l'entendre lors d'évènements sociaux, artistiques ou à connotation amoureuse. 
Dans de nombreuses villes africaines, la fonction de crieur public existe encore, mais l'individu a été remplacé par un véhicule sonorisé. Ainsi, à Douala, ces « véhicules-crieurs publics » ont été affectueusement surnommés les papas-Douala.  En Afrique du Sud, on retrouve aussi le « crieur de baleine », chargé d'annoncer l'arrivée des cétacés dans la baie et à quel endroit on peut les observer.
Tony Appleton, un crieur a annoncé le 22 juillet 2013 la venue au monde du fils de Catherine Middleton et du Prince William, mais c'était en réalité un imposteur .

## Le retour des crieurs en France
Dans son roman Pars vite et reviens tard publié en 2001, Fred Vargas remet au goût du jour le métier de crieur public avec le personnage de Joss Le Guern.
La lecture de ce roman a conforté un jeune acteur lyonnais, Gérald Rigaud, dans son projet d'exercer le métier de crieur public. Il fait alors du quartier de la Croix-Rousse son secteur d'activités à partir de 2003. Durant la semaine, les messages à publier sont glissés dans des boites mises à disposition chez les commerçants, puis le dimanche matin, il les crie et les met en valeur sur la place publique. Il se présente comme mandaté par le « Ministère des Rapports Humains », et indique « contribuer au dialogue entre citoyens et à leur conscience politique ». Il rejette l'idée de subvention et tire son revenu de l'argent librement joint aux messages déposés et de demande de dons aux spectateurs assistant à sa prestation. Celle-ci dure près de deux heures. S'il effectue un tri dans la multitude des messages qui lui sont soumis, ceux-ci sont cependant très variés et vont de la petite annonce classique jusqu'à des messages plus personnels. Son initiative et sa verve ne sont cependant pas complètement appréciées par la classe politique, d'un bord comme de l'autre.
Le concept a été repris depuis, puisque Bazas dispose désormais des services de son crieur public, le samedi matin sur le marché. Un comédien de la Compagnie Gargantua dont la devise est : « Le crieur public de Bazas, vos messages, mes cordes vocales. »
Le crieur public de Grenoble, Aldo Fax, opère depuis 2008 sous sa devise : « Parce qu'il est inutile de se taire quand on n'a rien à dire, je crie tout haut ce que vous pensez tout bas ! ». Au sein de sa compagnie de théâtre de rue il travaille divers dispositifs dédiés à l'Espace public.
Auvers-sur-Oise accueille également un crieur tous les dimanches à 12 h sur la place de la mairie : « T'écris, je crie. Le crieur public crie vos poèmes, messages personnels, avis de recherche, mots d'amour, petites annonces... Les messages d'amour sont gratuits, car l'amour n'a pas de prix. 1 euro les autres messages. » Les bénéfices sont reversés à une association de solidarité, la Marmite auversoise, qui distribue des colis alimentaires aux plus démunis.
En Franche-Comté, la « Compagnie de la Trotte-Vieille », inspirée elle aussi par le roman de Fred Vargas, participe à de nombreuses manifestations avec les « Crieurs de Vent ». Les deux crieurs clament les annonces et messages ainsi que les « nouvelles du monde ».
En 2007, le Lauragais (région située dans un triangle Albi, Carcassonne et Toulouse) s'est doté également de son crieur public : Aimé Phiores. Il diffuse l'information locale et anime les rues et places publiques. Le personnage utilise sa verve pendant diverses manifestations (foires, marchés, salons...) régionales et nationales en narrant les contes et légendes ancestraux, transmettant ainsi les traditions.
En 2006 Laurence Landry comédienne brestoise crée le personnage de la crieuse publique pour le festival théâtre à tout âge à Quimper 
À la manière des crieurs publics
d’autrefois, elle se fait porte-parole des
habitants ou des événements que vous
organisez.
Elle est le lien poétique et drolatique
entre les gens et révèle leurs paroles,
leurs rêves ou leurs coups de gueule…
Mais bon tout ça ne se fait pas en 5
minutes !
Jour 1
Casquette au vent et mégaphone à la
main, vous la verrez trotter dans votre
ville, votre village, votre quartier, à la
rencontre des habitants, afin de les
inviter à lui écrire leurs messages.
Coups de gueules, mots d’amours,
petites annonces, poèmes, pensées
philosophiques, blagues, rendez-vous
intimes ou officiels… tout est récolté
par la Crieuse elle-même ou dans les
boites aux lettres qui pourront être
placées dans la ville.
En 2011 et 2012, la ville de La Ciotat (France) a financé, via le Contrat urbain de cohésion sociale, une action de crieur public en centre-ville portée par l'association Grand Portique. Le crieur public, Frédéric Ganga, a poursuivi son action après la fin des subventions en 2013. Il parcourt encore aujourd'hui (2022) le centre-ville et le marché le mardi matin en costume, avec « un extrait de chanson, un poème écrit le dimanche précédent, et tout ce qu'il y a de beau à faire dans notre bonne ville de La Ciotat ». S'y ajoutent les annonces remises dans la boîte aux lettres du crieur et une annonce humoristique sur l'actualité. Depuis 2015, Ségolène Thuillart réalise des criées en Ile-de-France et en région.

## Compétition
Les crieurs publics du monde entier se retrouvent tous les deux ans pour des compétitions de voix, de projection et d'élégance. Le dernier championnat international de crieurs fut tenu à Sidney en Colombie-Britannique (Canada) et fut remporté par Daniel Richer dit Laflêche (crieur bilingue amérindien) en octobre 2019.

## Sources
1. ↑  Socle maçonné, muni de deux marches en France, qui se trouvait près de la porte de l'église ou, quelquefois, au centre du village. D'après Gérard Boutet, La France en héritage, Librairie Académique Perrin, 2007, p. 678
2. ↑  Métier pratiqué par des hommes de condition modeste, il impliquait de savoir lire, à moins qu'il fût aidé par des hommes lettrés qui lui lisaient à voix basse le texte qu'il répétait.
3. ↑  Gérard Boutet, La France en héritage, Librairie Académique Perrin, 2007, p. 678.
4. ↑  F. Crozet, Table décennale du Répertoire Administratif, Grenoble, Prud'homme et Blanchet, 1845, p. 433
5. ↑  La relève de Youenn Daougabel
6. ↑  « metronews.fr/info/royal-baby-t… »(Archive.org • Wikiwix • Archive.is • Google • Que faire ?).
7. ↑  Émission de France Culture du 13? décembre 2008 (référence à un article dans Le Progrès).
8. ↑  « Daniel Richer vise le sommet à la compétition internationale de crieur public en Australie », sur www.bulletinaylmer.com (consulté le 25 mars 2020)